# Valleseco
Valleseco és un municipi situat al nord de l'illa de Gran Canària, a les illes Canàries.
Dintre del seu patrimoni monumental destaca l'església de San Vicente Ferrer. Contradient al seu nom, Valleseco és un dels llocs més humits de l'illa: exhibeix una abundant vegetació en la qual destaquen el faial-bruguerar i la pineda. L'àrea recreativa de La Laguna representa un dels seus espais naturals més valuosos.